# Cratere Raspletin
Raspletin è un cratere lunare di 45,52 km situato nella parte sud-occidentale della faccia nascosta della Luna.